# 도와정 (이와테현)
도와정(東和町)은 이와테현 와가군에 설치되었던 정이다. 현재의 하나마키시에 해당한다.

## 역사
이 지역의 역사는 사카가미 다무라 마로 시대로 거슬러 올라가 나리시마비샤몬도(成島備沙門堂)와 단나이산 신사(丹内山神社) 등이 다무라 마로(田村麻呂)의 창건으로 전해진다.중세의 당지역은 와가씨가 지배하고, 그 가신인 오하라씨의 영지가 있었지만, 전국시대 말기, 도요토미 히데요시의 오슈 사치로 와가씨는 개역되었다.후에 와가 씨는 영토 회복을 목적으로 와가·히에누키 유키, 이와사키 규를 일으켰지만 최종적으로 난부 씨로 평정되어 근세에는 남부 번령이 되었다.또, 다테 번과 접하는 중요 거점으로서 게이쵸 17년(1612년)에 도자와 성이 쌓아 올려졌다.쓰 치자와 성은 구 가사이 씨 가신 에자시 다카나오를 성주로 사용했으나 간분 10년(1670년)에 폐성되었다.에도시대는 모리오카에서 가마이시로 이어지는 가마이시가도의 역참 마을로서 번창했다.
폐번치현에서는 지역 내에 많은 촌이 설립되었고, 후에 이들이 합병하여 도자와 정, 오야마다 촌, 야치 촌, 나카우치 촌 등이 성립, 1955년 앞에서 서술한 각 정촌이 합병해 도와 정이 성립했다.
- 1955년 1월 1일 - 와가군 우치사와촌, 오야마다촌, 다니나이촌, 나카나이촌과 합병해 도와정이 되었다.
- 2006년 1월 1일 - 히에누키군 이시도리야정, 도와정, 구 하나마키시와 합병해 새로운 하나마키시 일부가 형성되었다.

## 교통

### 철도
- 동일본 여객철도
  - 가마이시 선

### 도로
- 국도 107호선
- 국도 283호선
- 국도 456호선